# Werder (Woltersdorf)
Der Werder ist eine Halbinsel und Ortslage in der Brandenburger Gemeinde Woltersdorf. Er liegt zwischen dem Dorf, der Schleuse und dem Kietz.

## Geographie
Die Halbinsel Werder befindet sich nördlich des Flakensees. Sie wird im Westen von der Langen Bucht und im Osten von dem Kanal zum Kalksee eingerahmt. Sie misst von Nord nach Süd rund 600 Meter. An ihrer engsten Stelle ist sie nur 260 Meter breit.

### Veränderung durch die 3. Schleuse
Das Südende des Werders wurde durch den Bau der 3. Schleuse bei Woltersdorf ab 1880 stark verändert. 6000 m² der Südostflanke des Werders wurden für den neuen Schleusenbau abgegraben. Der südöstlichste Zipfel des Werders war nun eine Insel geworden zwischen Schleuse und Mühlenfließ. Der Aushub für die Schleuse wurde zu beiden Seiten der Schleuse jeweils südlich an der Schleuseninsel und südlich des Werders aufgeschüttet. Dadurch wuchs die Schleuseninsel auf 7000 m² und der Werder erhielt eine südliche Landzunge, den Schleusenzipfel, von gut 4000 m².

## Geschichte
Der Werder gehörte ursprünglich zur Woltersdorfer Heide. Ab 1721 entstand am Ostrand des Werders der Woltersdorfer Kietz. Um 1870 wurde der Wald auf dem Werder abgeholzt. Ab 1883 wurden die ersten Häuser in der Werderstraße errichtet. Seit 1913 fährt die Woltersdorfer Straßenbahn über den Werder bis zur Schleuse.

## Gebäude
Die meisten Gebäude auf dem Werder stammen aus der Kaiserzeit. Sowohl in der Werderstraße, als auch der Schleusenstraße reihen sich zahlreiche Villen im Gründerzeit-Stil aneinander.

### Knochenburg
Auf der höchsten Stelle des Werders befindet sich der Gebäudekomplex des Woltersdorfer Krankenhauses, die sogenannte Knochenburg. Es ist das größte Gebäude der Gemeinde und eine weithin sichtbare Landmarke des Werders.

## Verkehr

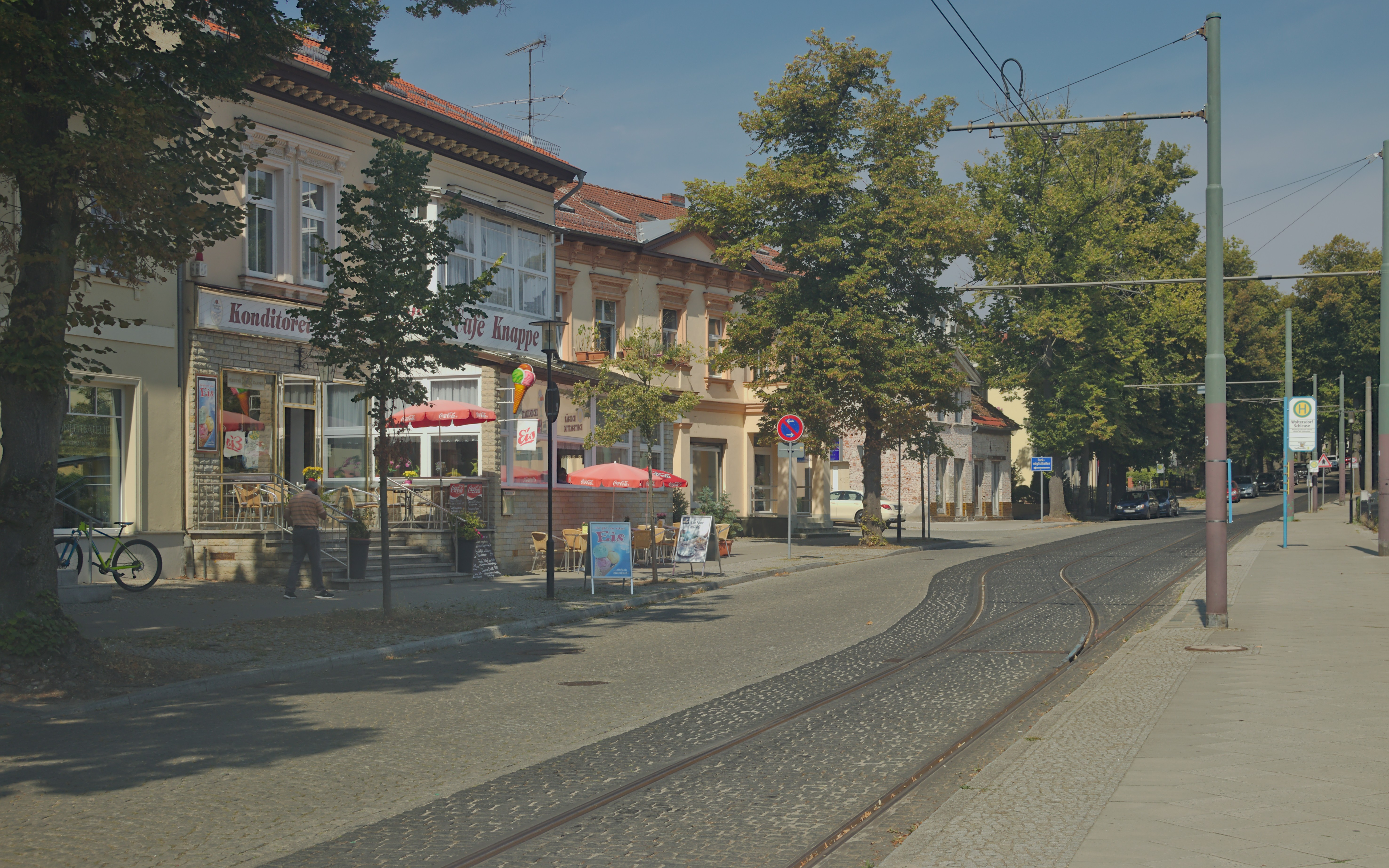
Haltestelle an der Schleuse

### Straßenbahn
Die Woltersdorfer Straßenbahn bedient auf dem Werder drei Haltestellen, die sie im 20-Minuten-Takt anfährt.